# Almoxarifado (Portugal)
Um almoxarifado era um distrito ou divisão administrativa fiscal, geralmente extensa, existente em Portugal na Idade Média. A maior parte dos almoxarifados tinham a sua sede numa cidade importante, como era o caso de Lisboa, Porto, Coimbra, Leiria, Guimarães, etc., e todos estavam a cargo de um almoxarife, o qual era um funcionário real que era responsável pela cobrança e arrecadação de impostos.
As primeiras menções do termo almoxarife remontam às primeiras décadas a seguir à independência de Portugal, isto é, do final do século XII, constando de alguns diplomas de então. O termo torna-se muito frequente no século seguinte. O almoxarife estava incumbido de arrendar ou emprazar os bens da coroa, supervisionar a cobrança de direitos reais ou o seu arrendamento, pagar as quantias, moradias e outras mercês régias, além de outras despesas públicas. Os contratos de arrendamentos eram normalmente feitos com o vedor da fazenda do rei, sendo as rendas pagas ao almoxarife do almoxarifado a que diziam respeito O almoxarife apresentava as contas das receitas e despesas que efetuava, as quais eram certificadas na forma duma "carta de quitação" onde constavam os montantes recebidos e gastos.
A escrituração dos almoxarifados era feita por contadorias do Erário, tendo cada uma a seu cargo uma ou mais províncias. Por exemplo, a contadoria da Estremadura escriturava os rendimentos «dos almoxarifados dos frutos de Algés e Malveira, da Salvaterra, barrocas da Rendinha e Paul da Asseca, de Azambuja e Alcoelha, de Alenquer e Torres Vedras, de Tomar e das sisas e omposições de Santarém.»
O termo almoxarife deriva do árabe almushrif, que designava os cobradores de impostos entre os moçárabes no Alandalus, e acredita-se que o próprio cargo tenha a mesma origem da palavra. Nos reinos cristãos hispânicos, especialmente em Castela, almojarife designava os altos funcionários da fazenda pública ou o tesoureiro-mor, ou ainda os cobradores do almojarifazgo, um imposto aplicado ao transporte de mercadorias que entravam ou saíam do reino, de certa forma equivalente às atuais taxas alfandegárias.[carece de fontes?]